# Хајнрих Милер
Хајнрих Милер (Минхен, 28. април 1900 − датум смрти непознат али докази указују на мај 1945) био је немачки полицијски званичник за време Вајмарске републике и нацистичке Немачке.
Постaо је шеф Гестапоа, тајне политичке државне полиције нацистичке Немачке и био је укључен у планирање и спровођење холокауста. Последњи пут је виђен у Фирербункеру у Берлину 1. маја 1945. године и постао је најистакнутији званичних нацистичког режима који никада није ухваћен или да је потврђено да је умро.